# Annandaleum japonicum
Annandaleum japonicum är en kräftdjursart som först beskrevs av Hoek 1883.  Annandaleum japonicum ingår i släktet Annandaleum och familjen Scalpellidae. Inga underarter finns listade i Catalogue of Life.